# Palacio Nacional de Ajuda

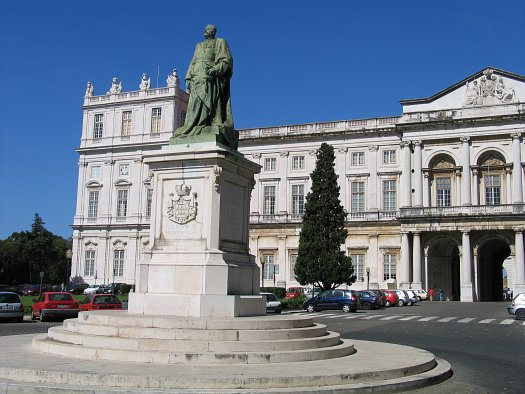
El Palacio de Ajuda.

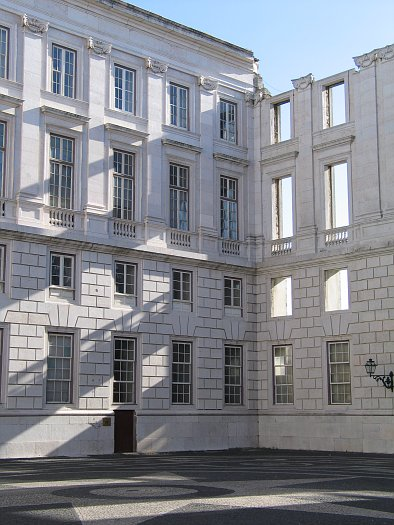
La esquina suroeste del patio, que muestra la pared del ala occidental incompleto.

El Palacio Nacional de Ajuda (en portugués: Palácio Nacional da Ajuda, o Paço de Nossa Senhora da Ajuda) es un monumento nacional portugués, situado en la freguesia de Ajuda, en Lisboa. 
Antigua residencia de estilo neoclásico utilizada por la Familia Real portuguesa a lo largo del siglo XIX. A raíz de la proclamación de la República se convirtió en 1910 en gran parte en un museo histórico, el  Museu do Palácio Nacional da Ajuda, en
la Biblioteca Nacional da Ajuda, en el Ministério da Cultura y el Instituto dos Museus e da Conservação (IPM). El Palacio y el Museo son gestionados por el Instituto de Gestão do Património Arquitectónico e Arqueológico (IGESPAR) y por la Presidencia de la República.

## Historia
El Palacio de Ajuda se ubica en un espacio en el que anteriormente se encontraba emplazada una barraca de madera hecha construir por el rey José I de Portugal en el seno del vecindario de Ajuda de Lisboa. Fue mandada construir tras la destrucción del Palacio de Ribeira en el terremoto de 1755.
La débil estructura de madera de la barraca del rey José I quedó completamente destruida debido a un incendio en 1794, durante el reinado de la reina María I de Portugal. Es en este momento cuando la reina, y posteriormente el rey Juan VI, hijo de María, ordenaron la construcción de una residencia palatina en el centro de Lisboa. Para tal empresa se nombró al arquitecto Manuel Caetano de Sousa. Caetano de Sousa planificó la construcción de un palacio enmarcado en el barroco-rococó más tardío.
En 1802 el proyecto pasó a manos del arquitecto portugués José de Costa e Silva y del arquitecto italiano Francisco Javier Fabri, que variaron el proyecto hacia un estilo eminentemente  neoclásico.
La huida de la Familia Real hacia Brasil en 1807 escapando de las tropas de Napoleón Bonaparte provocó un considerable atraso del proyecto.
El retorno de la Familia Real hizo reemprender la construcción bajo la tutela de António Francisco Rosa, pero la falta de financiación que pronto apareció provocó la reducción del proyecto inicial.
No fue hasta el reinado del rey Luis I de Portugal, hijo de la reina María II, que el Palacio de Ajuda se convirtió en centro de la vida privada de la familia real y de la corte portuguesa. Después de la muerte del rey Luis en 1889, se transformó en la residencia de la reina viuda María Pía. Durante este período, el arquitecto Possidónio da Silva introdujo cambios en las principales fachadas.
Con la proclamación de la República Portuguesa en 1910, el Palacio de Ajuda se convirtió en un museo histórico que permanece abierto al público, y en el cual se puede observar el estilo de vida de la familia real portuguesa a finales del siglo XIX.

## Galería de imágenes

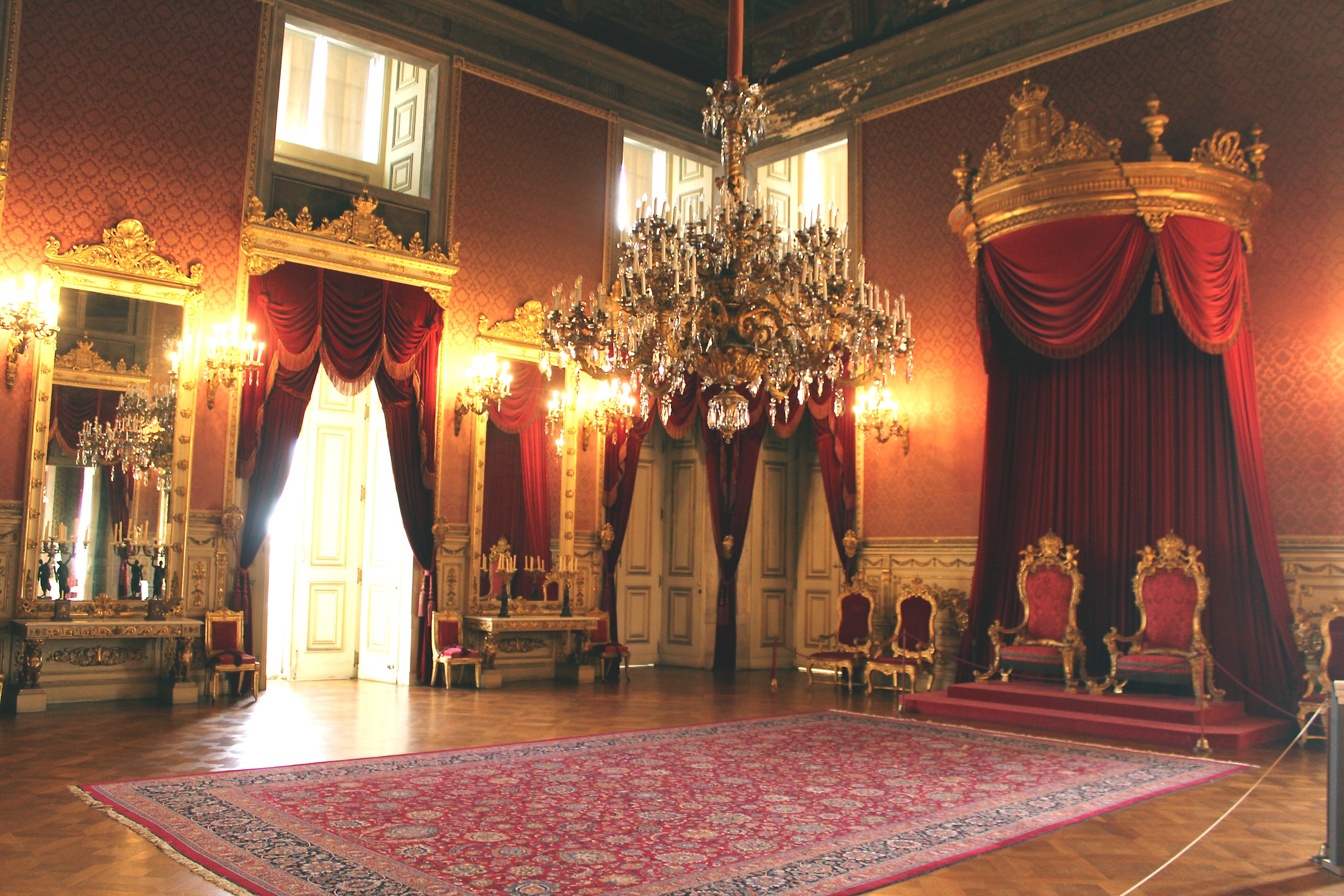
Salón del Trono, en la 2.ª planta, con dos tronos reservados para el rey Luís y la reina María Pía.
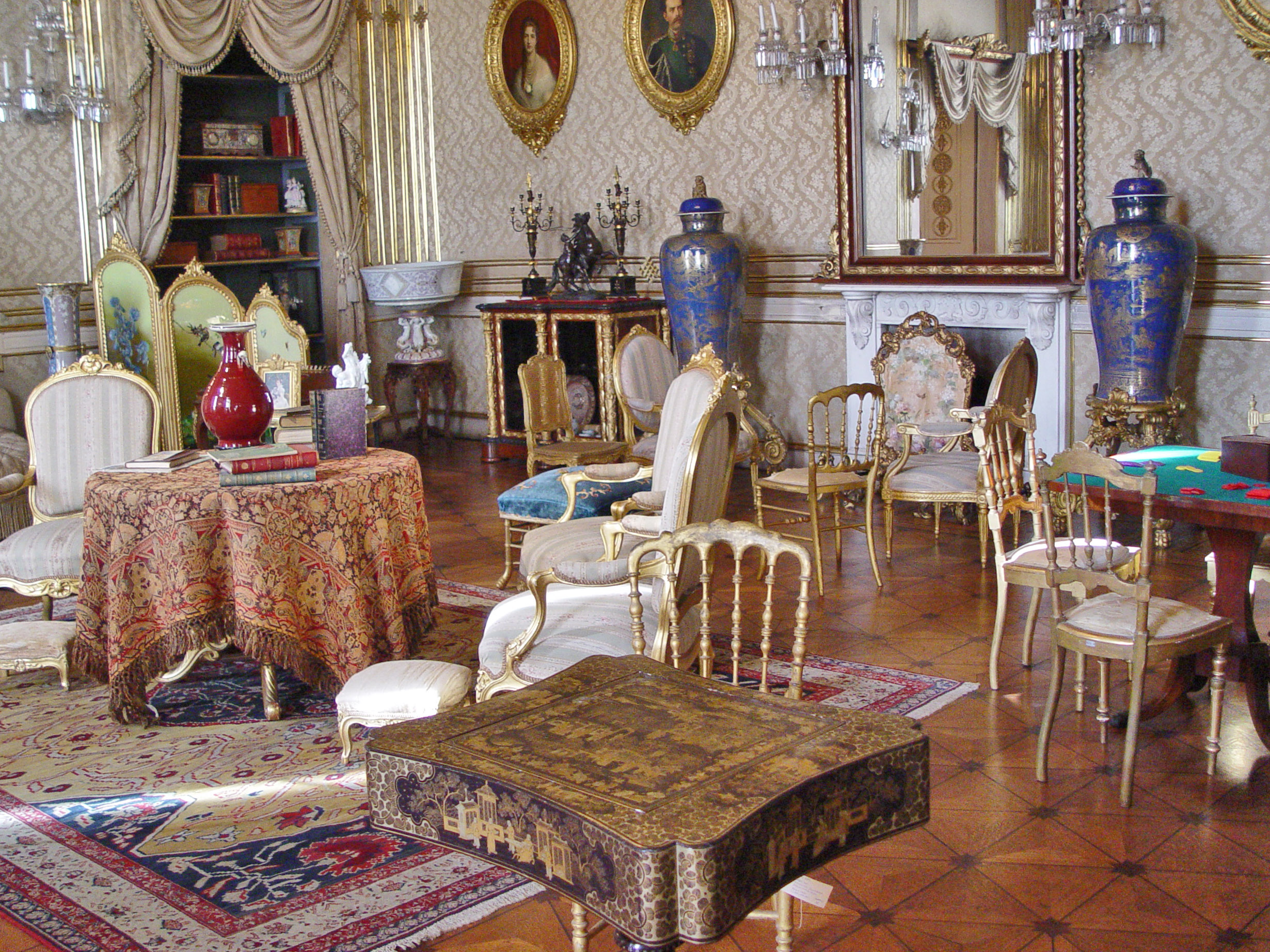
El Salón Azul.
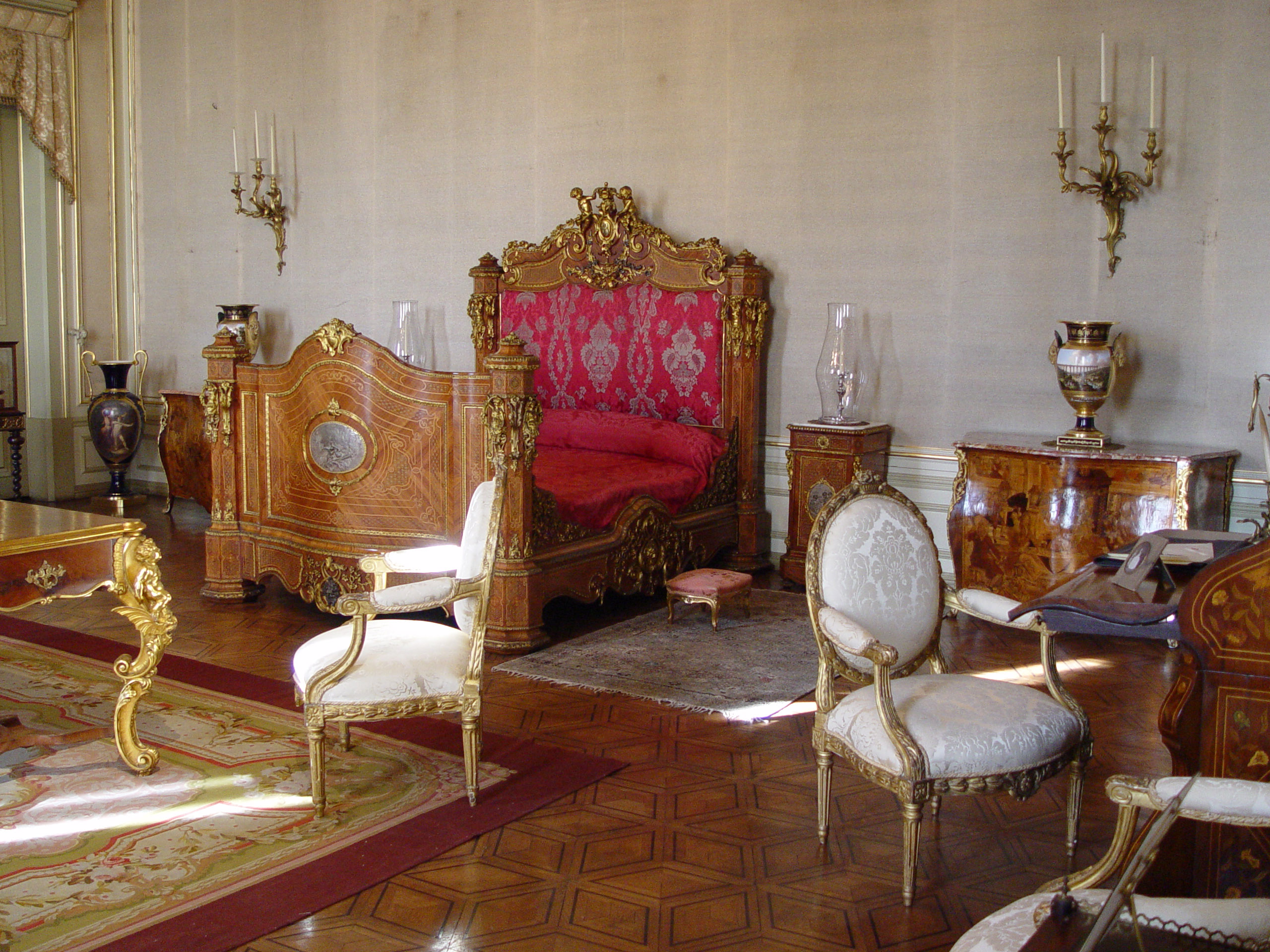
Dormitorio del rey Luis I.
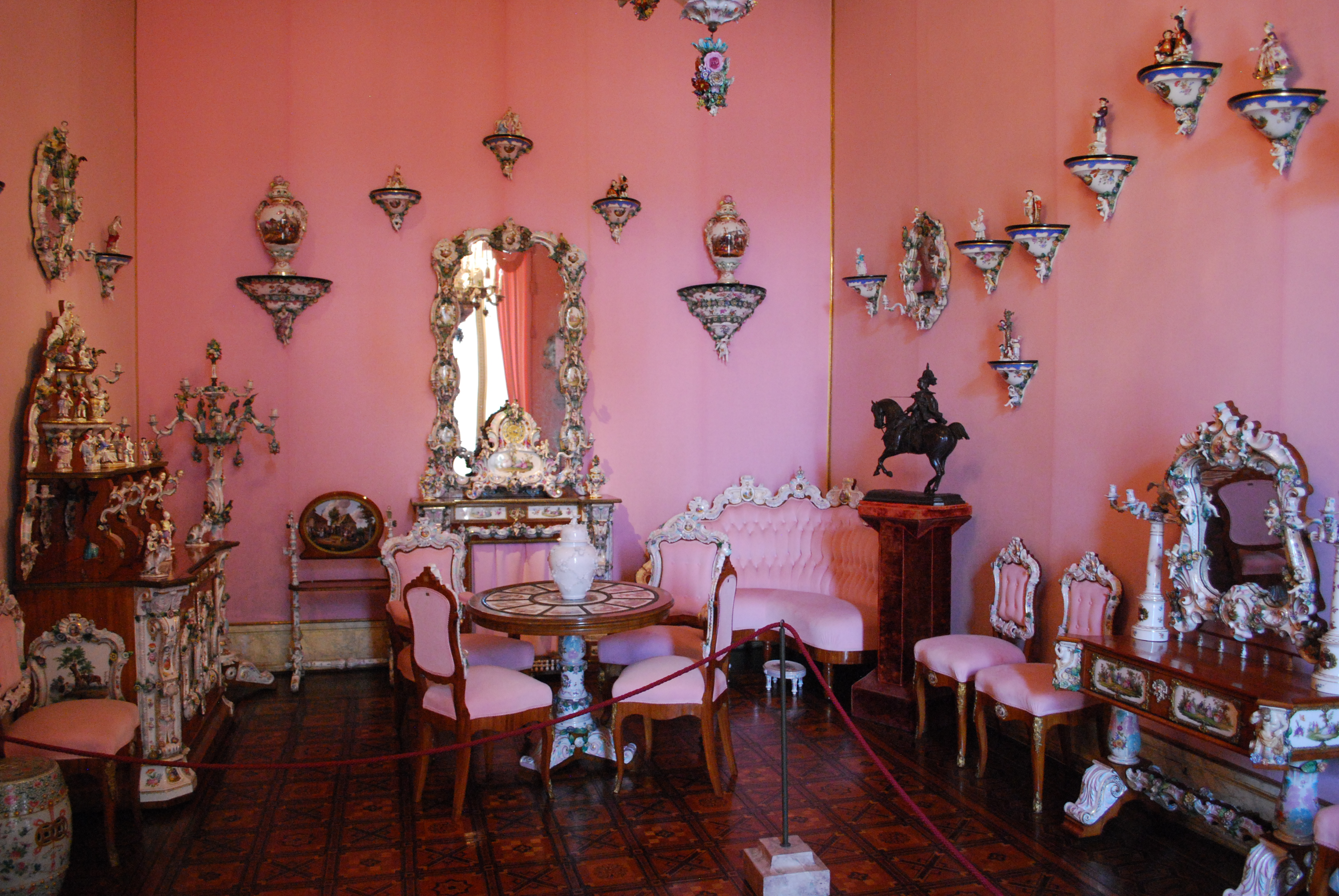
El Salón Rosa.
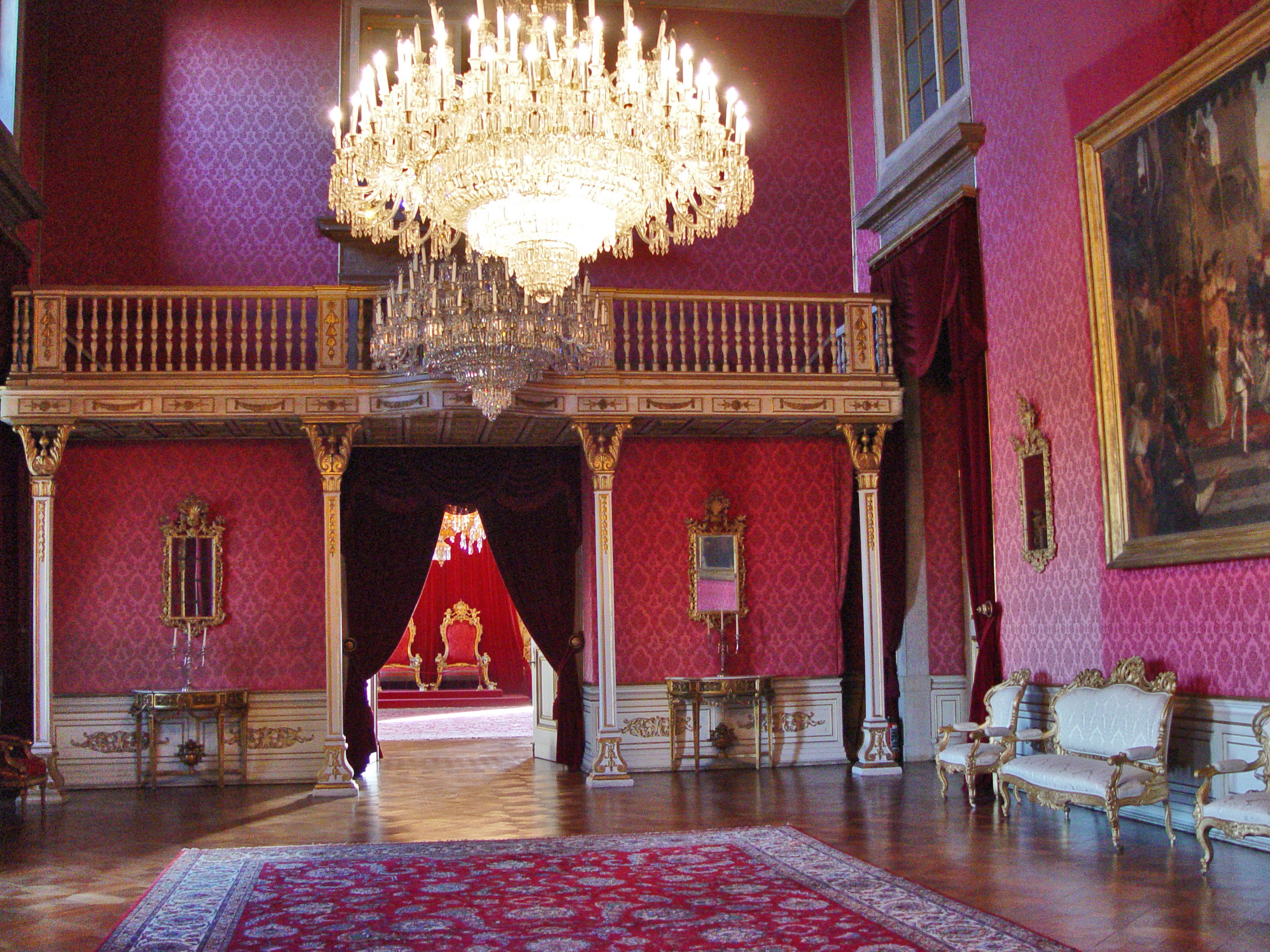
El Salón de Juan VI.
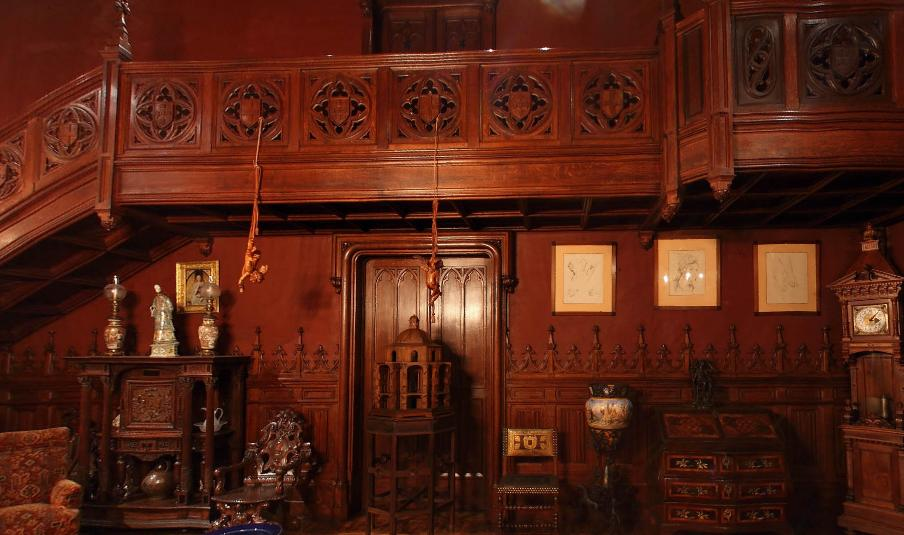
El Salón de Pintura.
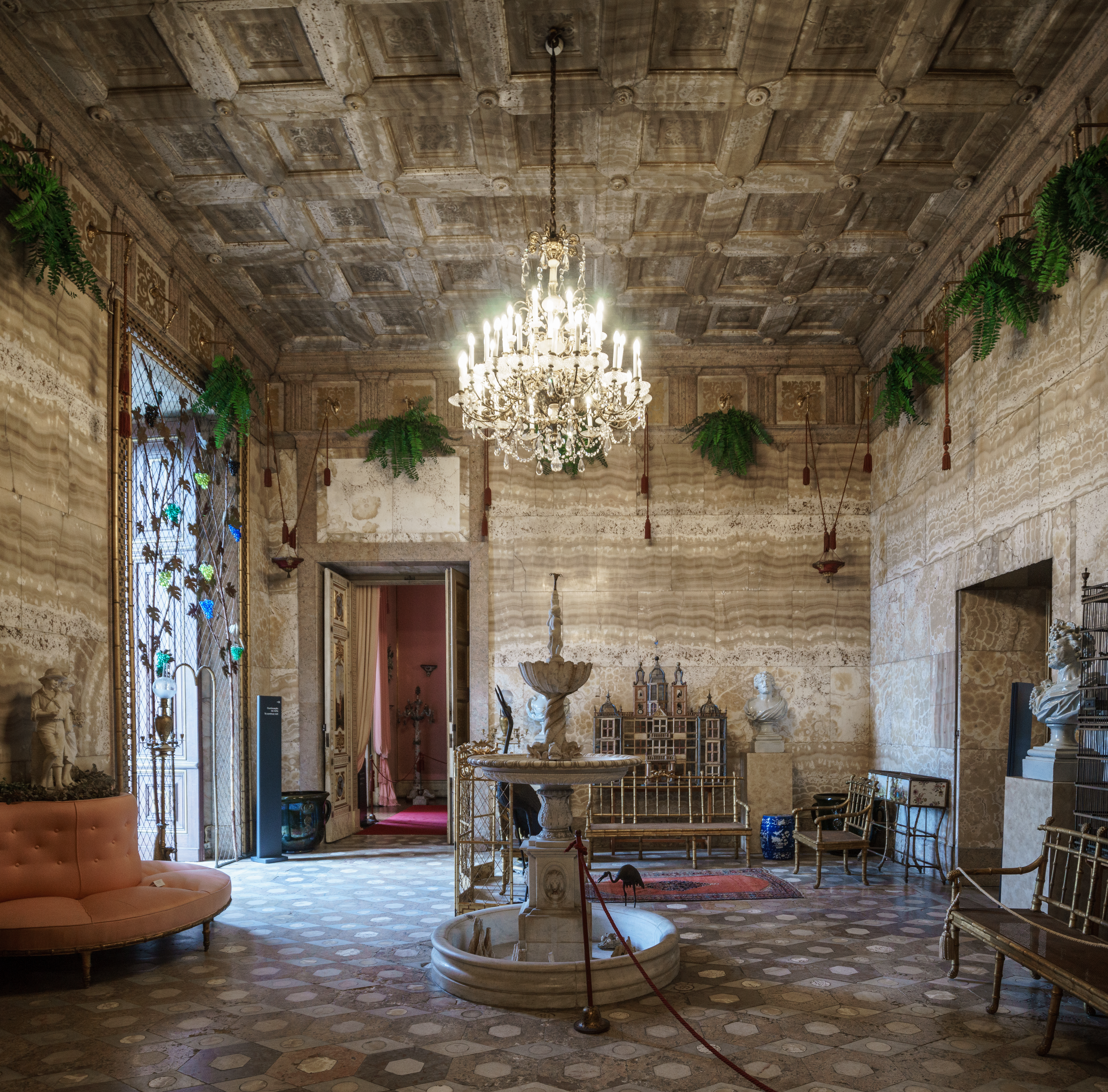
El Salón de Mármol, con la la fuente pináculo en el jardín de Invierno
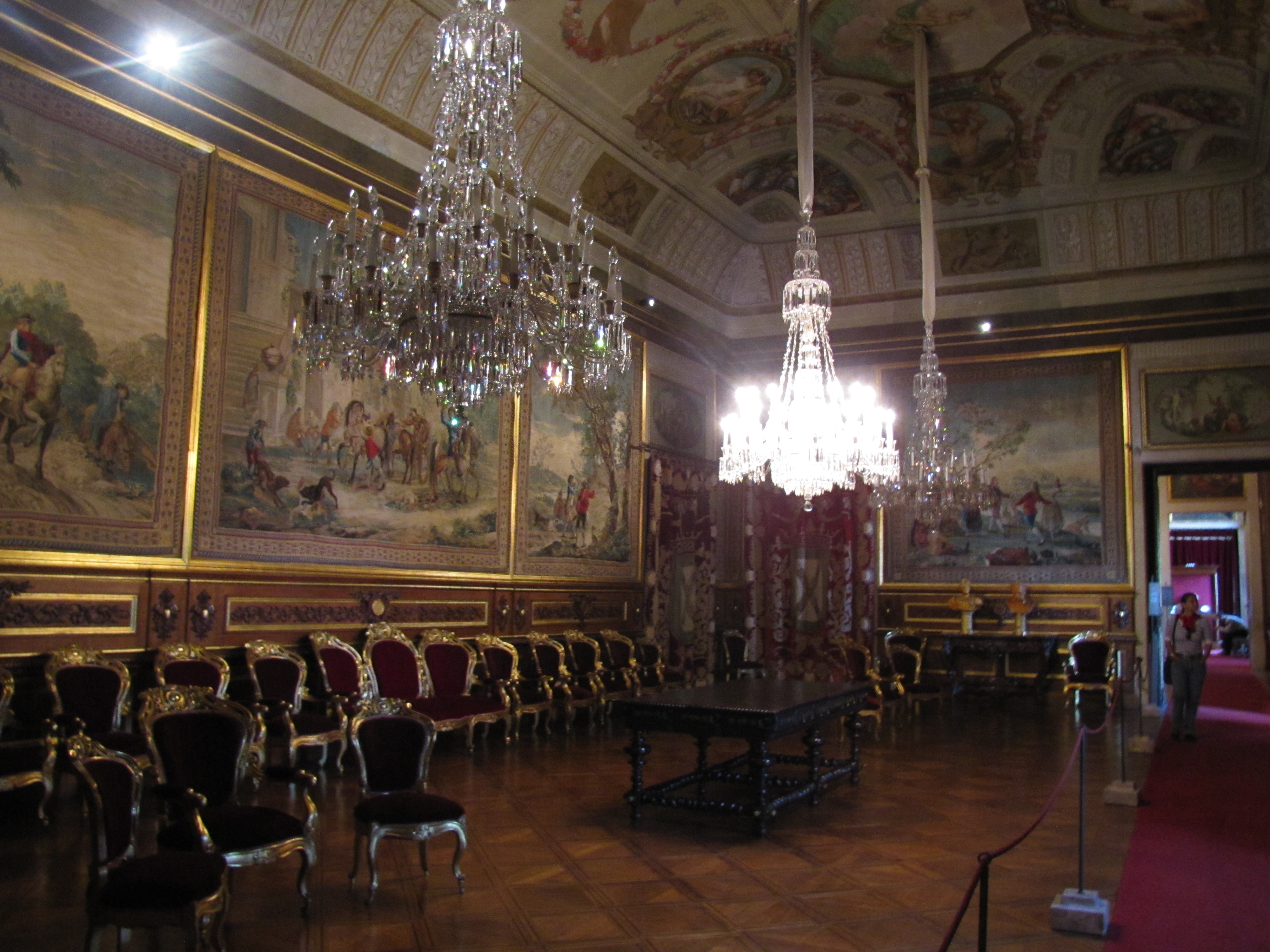
La Sala de espera.
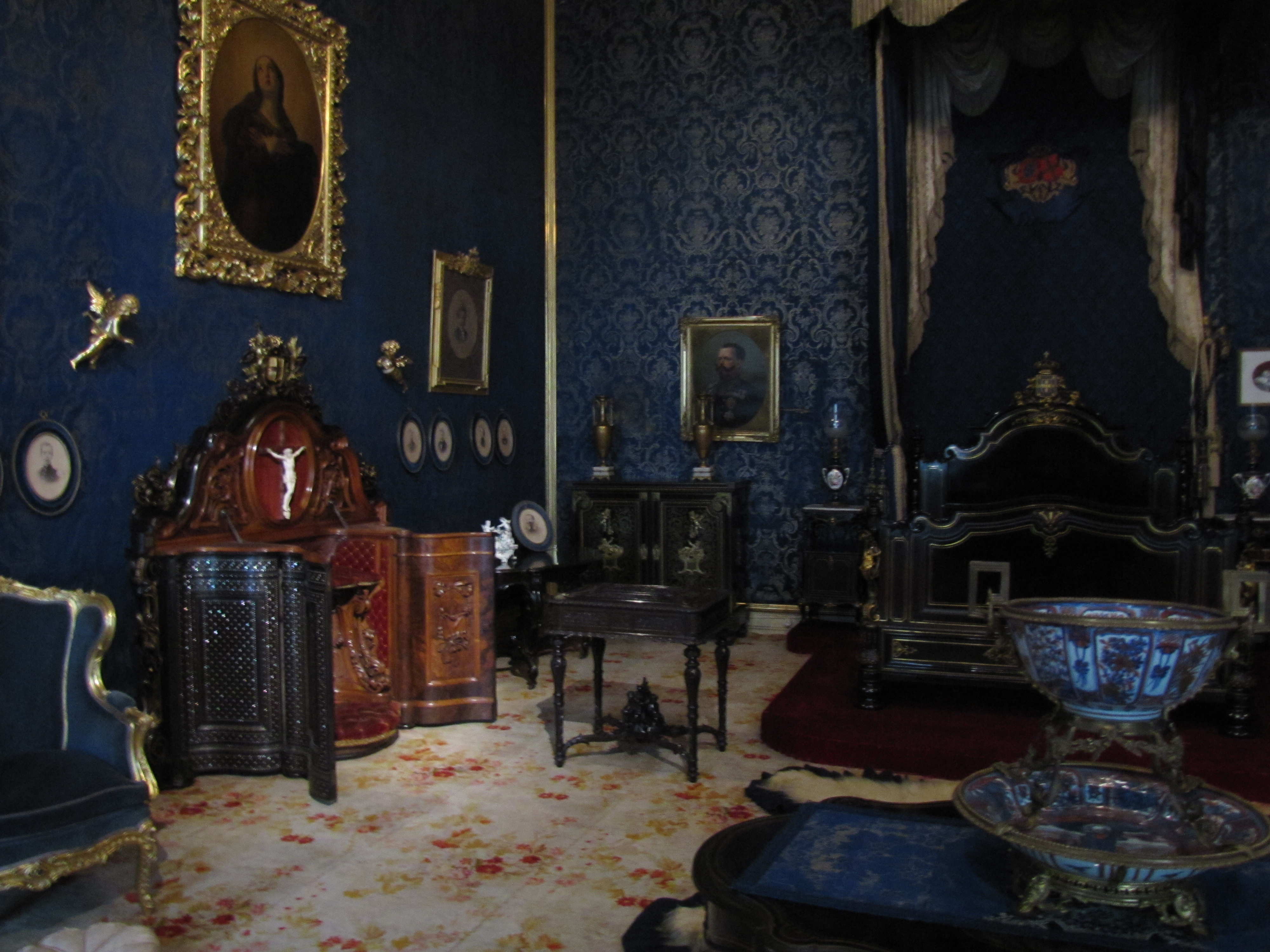
Las Habitaciones de la Reina.
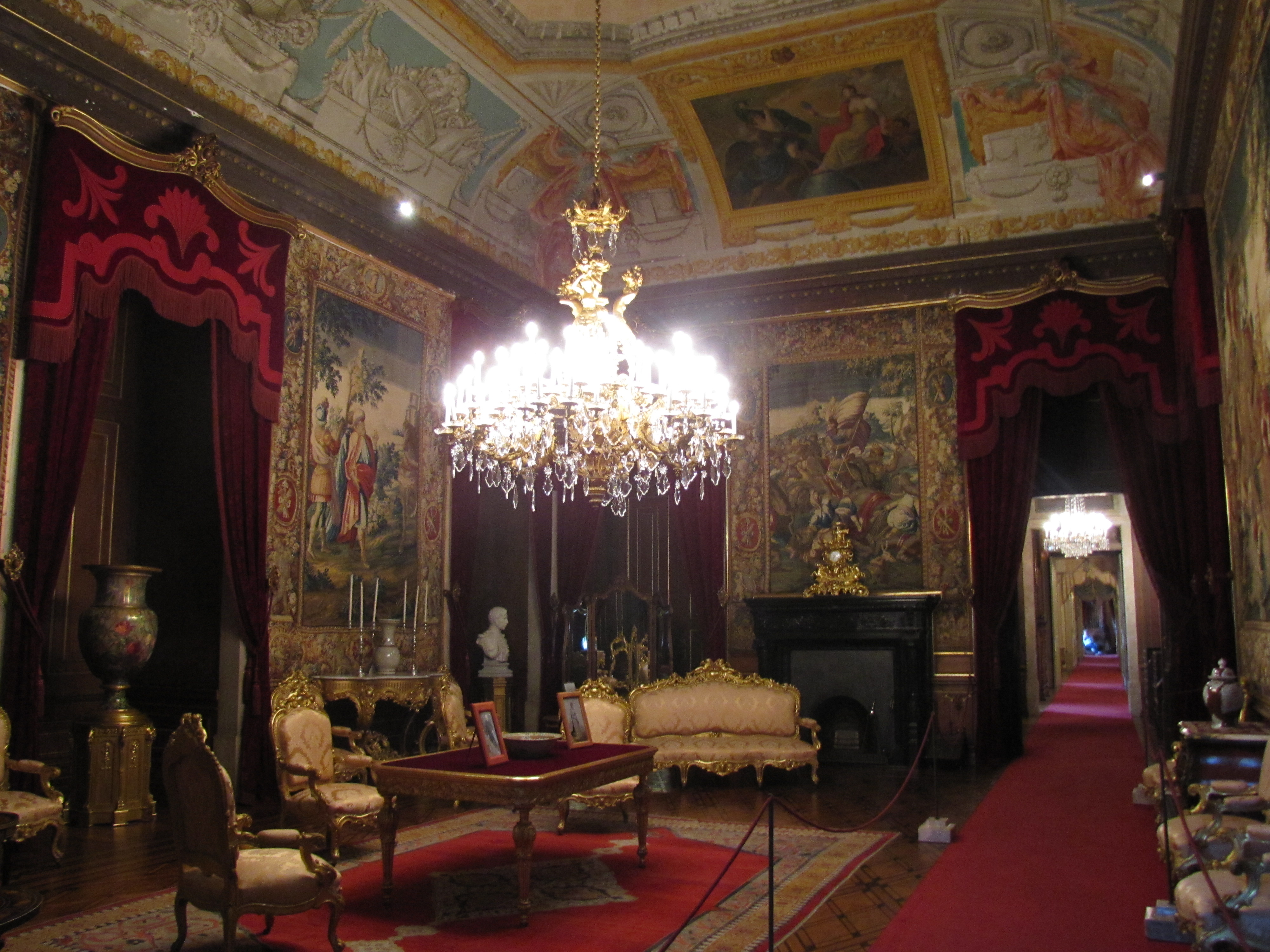
El Gran Salón de Despacho.
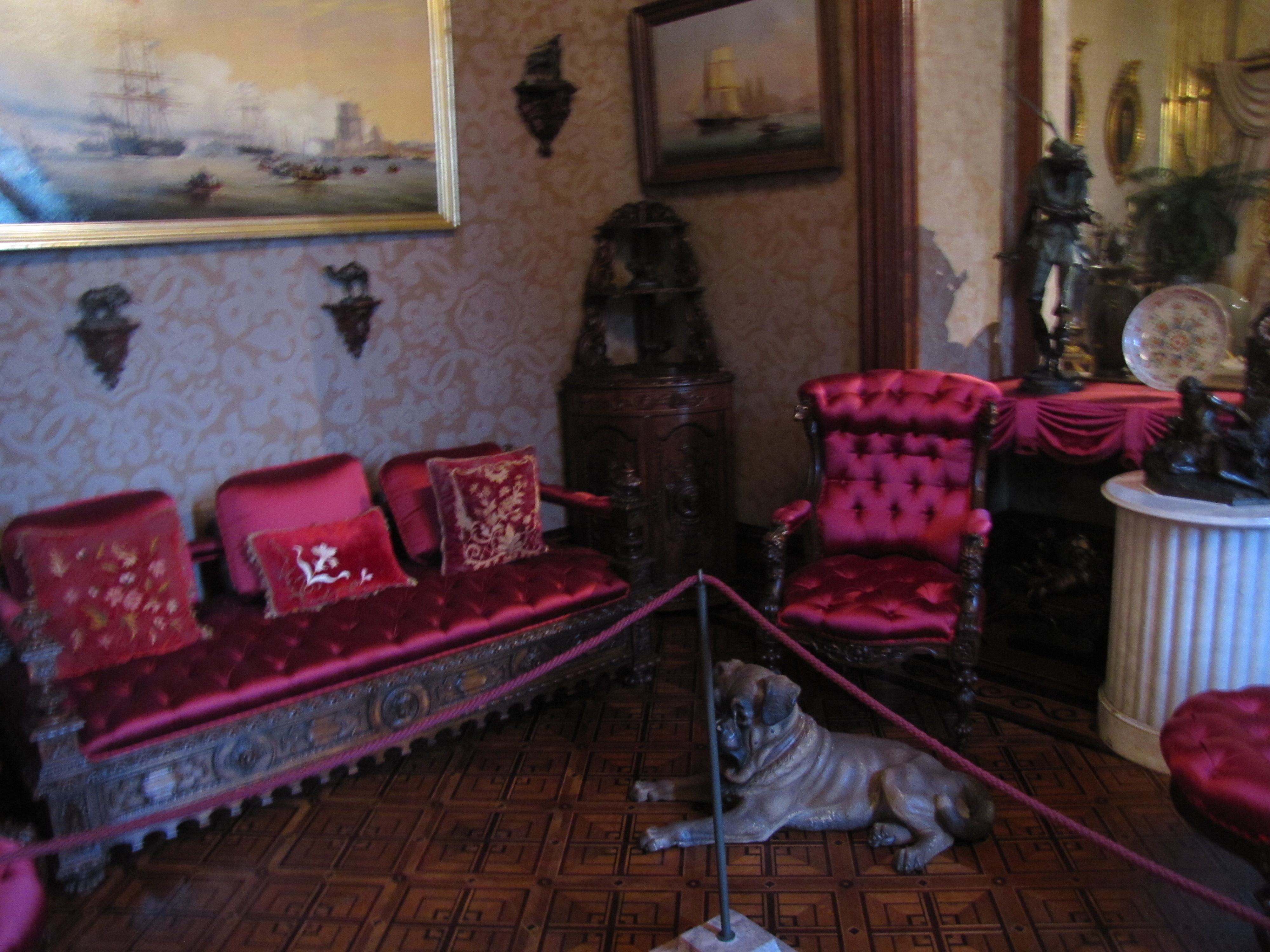
La Oficina de Roble.
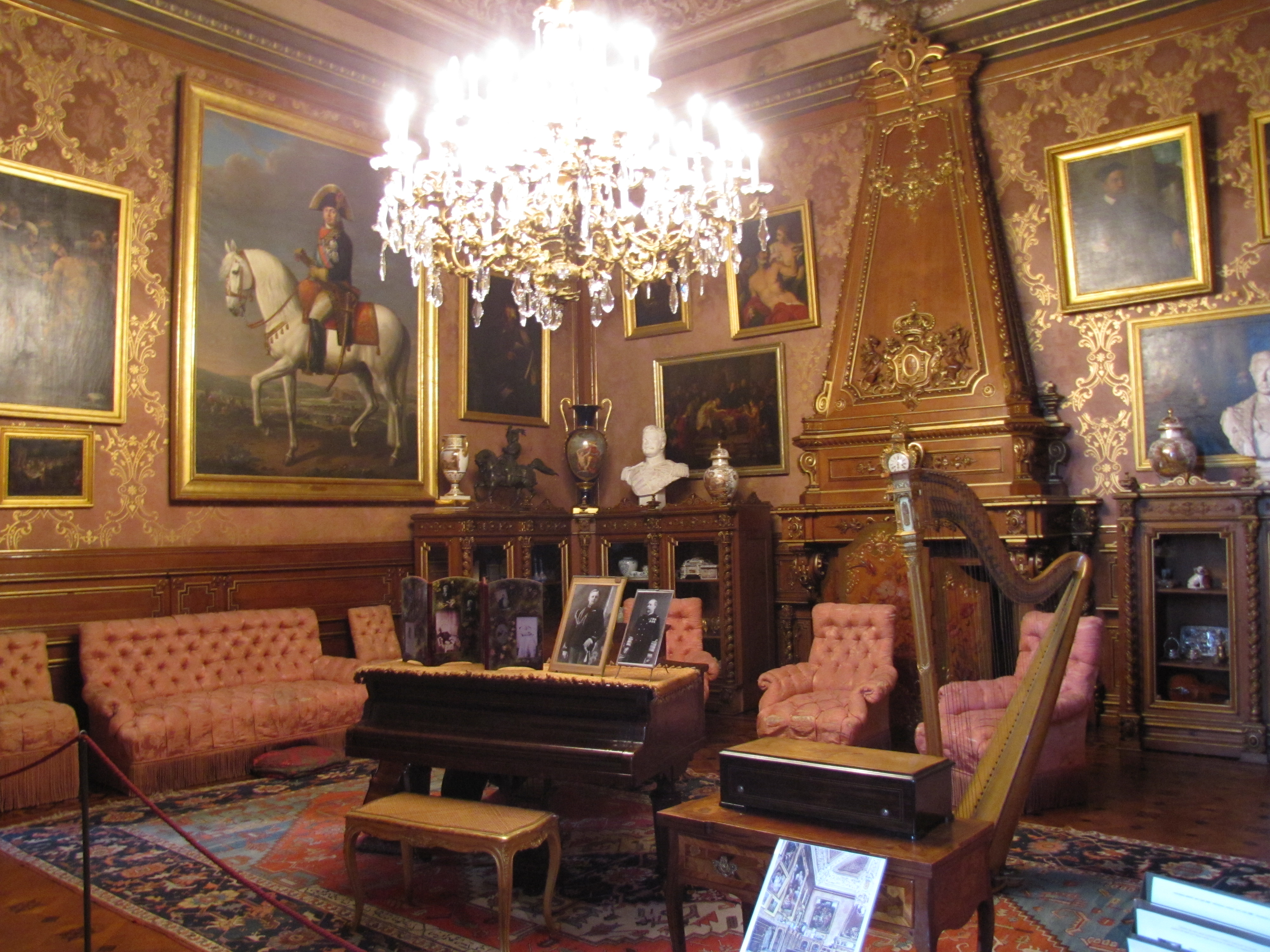
El Salón de Música.
El Gran Comedor.